# Comachuén
Comachuén es una localidad del estado mexicano de Michoacán, localizada en la denominada meseta purépecha. Forma parte del municipio de Nahuatzen.

## Localización y demografía
Comachuén se encuentra localizada en el sur del municipio de Nahuatzen, a unos doce kilómetros de distancia de la cabecera municipal: Nahuatzen. El centro del poblado se ubica en las coordenadas UTM: 19° 34’ 20.07” N y 101° 54’ 18.57” O, y a una altitud de 2612 m s. n. m.
La entrada a la comunidad se hace por el poblado de Sevina. 
Según el Censo de Población y Vivienda del INEGI de 2020 su población es de 6213 habitantes.
El 21 de agosto de 2018, por unanimidad, el Pleno del Tribunal Electoral de Michoacán reconoció a Comachuén como una localidad indígena de libre autodeterminación.

## Centros culturales
Comachuén cuenta con una vida cultural participativa, como el Centro Cultural P'urhepecha de Comachuén, «una propuesta ciudadana para transformar el templo antiguo de Comachuén en un centro cultural para promover la musica y arte tradicional» o la Biblioteca y Ludoteca Comunitaria Ambulante de Comachuén, «un espacio para resignificar la utilidad del conocimiento universal y transdisciplinario» de los pueblos originarios.

## Festividades

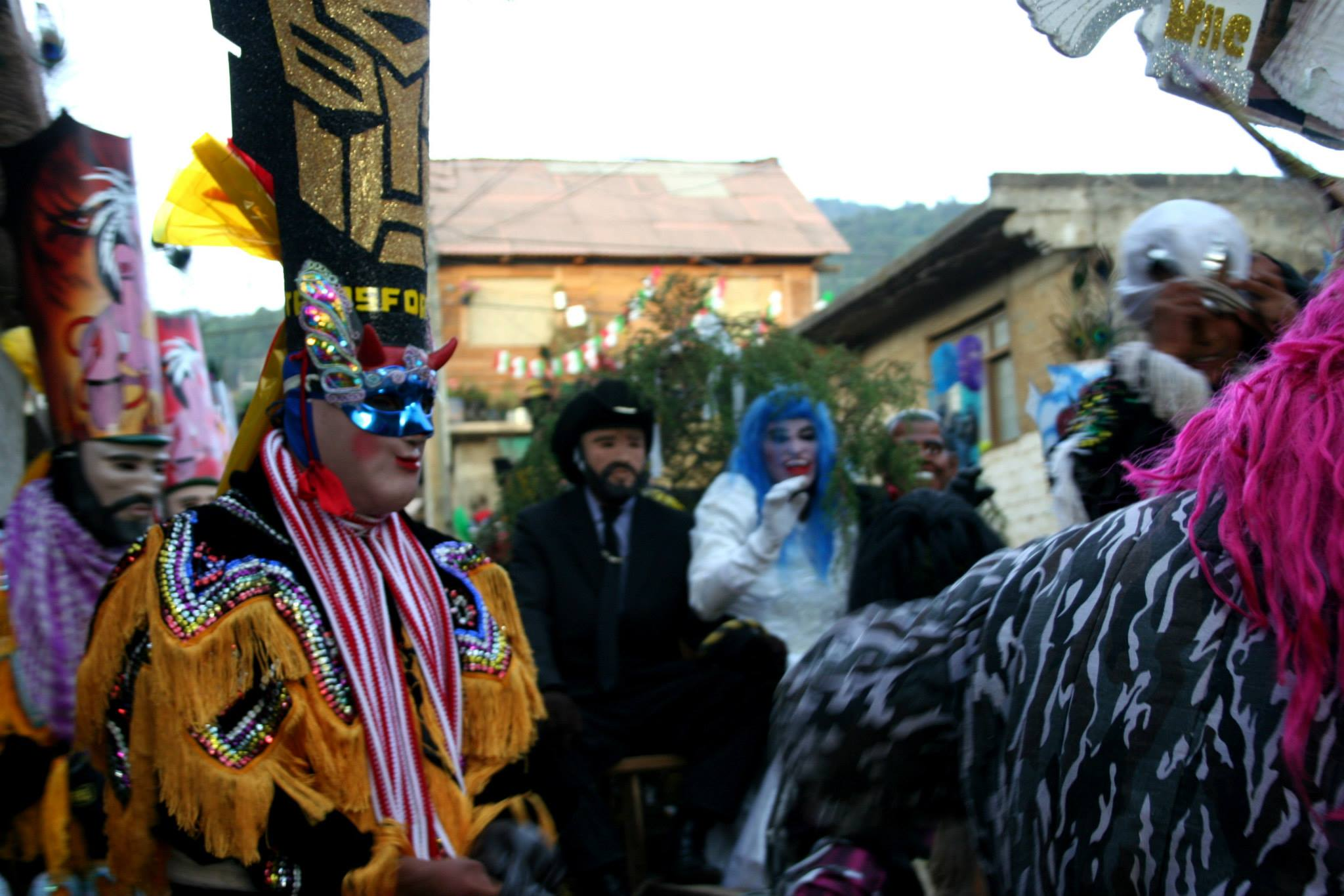
Danzante en la Fiesta de los Chalis en Comachuén

- Febrero: Día de la Candelaria. La fiesta se realiza en la puerta de la iglesia principal. Los matrimonios recientes bailan por la mañana la danza de «Los Negritos». Se les reparte un pan que simboliza el Cuerpo de Cristo, además con un pedazo de listón que representa la «Sábana santa». La fiesta dura todo el día.[8]
- Agosto: Fiesta de la Virgen de la Asunción. Hay danza de «Los Moros», exposiciones, artesanías y concursos textiles. También se celebra en otras comunidades, como Tangancícuaro y Tingüindín.
- Noviembre: Día de muertos.[9]
- Diciembre: Fiesta de los chalis, changos o diablos.